# Campeonato europeo de hockey sobre patines femenino de 2011
El XI Campeonato europeo de hockey sobre patines femenino se celebró en Wuppertal, Alemania, entre el 25 de octubre y el 29 de octubre de 2011. 

## Equipos participantes
5 seleccionados nacionales participaron del torneo
| Alemania | España | Francia | Portugal | Suiza |